# Purpose (Kim Tae-yeon)
Purpose è il secondo album in studio della cantante sudcoreana Kim Tae-yeon, pubblicato il 29 ottobre 2019 dalla SM Entertainment. L'album è stato riedito il 15 gennaio 2020. 

## Descrizione
L'album è composto da 12 tracce, tra cui il singolo Four Seasons e il suo lato B Blue insieme a dieci nuove tracce. Il 15 gennaio 2020 è stata pubblicata la riedizione di Purpose, che include tre nuove canzoni. Musicalmente, è un disco pop che contiene influenze ballad, R&B, blues e jazz. Originariamente doveva essere pubblicato il 22 ottobre 2019, ma è stato rinviato al 28 ottobre a causa della scomparsa di Sulli.

## Tracce
Edizione standard digitale
1. Here I Am – 3:24 (Jo Yoon-Kyung, Matthew Tishler, Allison Kaplan)
2. Spark (불티) – 3:37 (Kenzie, Anne Juddith Stokke Wik, Ronny Svendsen)
3. Find Me – 4:07 (Moon Hye-min	
Mike Daley, Mitchell Owens, Bianca 'Blush' Atterberry)
4. Love You Like Crazy – 2:59 (Kenzie, LDN Noise)
5. Lol (하하하 Hahaha) – 3:16 (Kang Eun-jung,
dressg, lowingdog, Kriz, 아신애)
6. Better Babe – 4:11 (Kim Bu-min, 	
Hitchhiker, Luke R Foley, Dan Whittemore, Allison Victoria Pincsak)
7. Wine – 3:57 (Jo Yoon-kyung,	
Robin Gosh, Krysta Youngs, Kim Viera, David Quinones)
8. Do You Love Me? – 4:08 (Lee Joo-hyoung (MonoTree))
9. City Love – 3:38 (Ji Yu-ri (Jam Factory), Mike Daley, Mitchell Owens, Micky Blue, Realmeee)
10. Gravity – 3:59 (JQ, Moon Ye-rin(makeumine works), Lance Shipp, Rachael Kennedy, Nathalia Marshall, Angel Lopez, Gilde Flores)

Contenuto bonus nell'edizione deluxe coreana
1. Blue – 3:32
2. Four Seasons (사계) – 3:08

### Repackage
1. Dear Me (내게 들려주고 싶은 말 What I Want To Tell Myself) – 3:42 (testo: Hwang Yoo-ra, Yoo Ji-won (lalala Studio) – musica: William Wenaus, Yoo Young-jin)
2. My Tragedy (월식 Lunar Eclipse) (testo: Kim Boo-min – musica: Hitchhiker, Dan "DWhit" Whittemore, Bonx, Elizabeth Russo
Durata2=4:29)
3. Here I Am – 3:24
4. Spark (불티) – 3:37
5. Find Me – 4:07
6. Love You Like Crazy – 2:59
7. Lol (하하하 Hahaha) – 3:16
8. Better Babe – 4:11
9. Wine – 3:57
10. Do You Love Me? – 4:08
11. City Love – 3:38
12. Gravity – 3:59
13. Drawing Our Moments (너를 그리는 시간) – 4:33
14. Blue – 3:32
15. Four Seasons (사계) – 3:08

## Classifiche

### Classifiche settimanali
| Classifica (2019) | Posizione massima |
| ----------------- | ----------------- |
| Corea del Sud     | 2                 |
| Giappone          | 25                |

### Classifiche di fine anno
| Classifica (2019) | Posizione |
| ----------------- | --------- |
| Corea del Sud     | 34        |

## Date di pubblicazione
| Paese         | Data            | Formato                          | Versione   | Etichetta                 | Fonti        |
| ------------- | --------------- | -------------------------------- | ---------- | ------------------------- | ------------ |
| Vari          | 28 ottobre 2019 | CD, download digitale, streaming | Originale  | SM Entertainment          | [ 10 ]       |
| Vari          | 15 gennaio 2020 | CD, download digitale, streaming | Riedizione | SM Entertainment          | [ 4 ] [ 11 ] |
| Corea del Sud | 22 gennaio 2020 | Kihno                            | Riedizione | SM Entertainment, Dreamus | [ 12 ]       |